# Ulrich Link
Ulrich Link (* 2. September 1957 in Fulda) ist ein deutscher Manager.
Nach dem Abitur im altsprachlichen Zweig am Jesuitenkolleg St. Blasien in 1976 studierte Link bis 1985 in Aachen und schloss als Diplom-Ingenieur für Chemische Technik und Diplom-Kaufmann ab.  
Nach ersten Berufsjahren im internationalen Vertrieb und Produktmanagement bei der Henkel KGaA in Düsseldorf, lebt er seit 1991 im Mainzer Stadtteil Bretzenheim. Immer wieder nahm er für seinen langjährigen Arbeitgeber, die Deutsche Lufthansa AG, mehrjährige Managementpositionen im Ausland wahr, unter anderem in Schweden, Frankreich und Ägypten. Er war von 2006 bis 2007, im Rahmen einer Abordnung durch die Lufthansa Consulting GmbH, Generaldirektor der staatlichen nationalen Fluggesellschaft Madagaskars, Air Madagascar. Unter seiner Leitung wurde die staatliche Fluggesellschaft von der Insel Madagaskar wieder erfolgreich gemacht.
Nach dem mutwillig vom Copiloten herbeigeführten Absturz des Germanwings Fluges 4U9525 am 24. März 2015 leitete Link im Auftrag der Lufthansa bis September 2017 die Arbeiten der speziell eingerichteten Abteilung „Post-Emergency-Organisation“ vor Ort, zuerst in Marseille, später im Departement Alpes-de-Haute-Provence. 
Link ist heute in zweiter Ehe verheiratet und lebt wieder in Mainz. Aus der ersten Ehe gingen zwei inzwischen erwachsene Kinder hervor.